# Levendbarende pad
De levendbarende pad (Nectophrynoides viviparus) is een kikker uit de familie padden (Bufonidae).
De soort werd voor het eerst wetenschappelijk beschreven door Tornier in 1905. Oorspronkelijk werd de wetenschappelijke naam Pseudophryne vivipara gebruikt. De wetenschappelijke soortaanduiding viviparus betekent levendbarend, net als alle soorten uit het geslacht Nectophrynoides worden geen eitjes afgezet, de larven ontwikkelen zich in het moederdier tot kleine kikkertjes. Het larvestadium wordt dus aan het oog onttrokken.
De levendbarende pad komt voor in delen van Afrika en leeft endemisch in het oost gelegen land Tanzania.